# Anti-statalismo
L'anti-statalismo è qualsiasi approccio alla filosofia sociale, economica o politica che rifiuta lo statalismo. Un anti-statalista si oppone all'intervento dello Stato nelle questioni personali, sociali ed economiche. Nell'anarchismo, ciò comprende anche un completo rifiuto di ogni dominio gerarchico.
L'anti-statalismo è presente in una varietà di posizioni molto diverse e comprende una serie di concetti e pratiche talvolta anche opposte. Gli anti-statalisti differiscono notevolmente in base alle altre idee che sostengono, poiché la difficoltà significativa nel determinare se un pensatore o una filosofia è anti-statalista è il problema di come si definisce lo Stato stesso.
La terminologia è cambiata nel tempo e gli scrittori del passato hanno spesso usato la parola "Stato" in un senso diverso da come la usiamo oggi. Ad esempio, l'anarchico Michail Bakunin ha usato il termine semplicemente per indicare un'organizzazione governativa, mentre altri scrittori hanno usato il termine Stato per indicare qualsiasi legge o agenzia con lo scopo di far rispettare la legge. Karl Marx definì lo Stato come l'istituzione utilizzata dalla classe dominante di un paese per mantenere le condizioni del suo dominio. Secondo Max Weber, invece, lo Stato è un'organizzazione con un effettivo monopolio legale sull'uso legittimo della forza fisica in una particolare area geografica (il suo territorio).

## Concetti
Seguono i concetti solitamente legati all'anti-statalismo:
- L'antimilitarismo, l'opposizione al "dominio militare, a spese militari elevate o all'imposizione di basi straniere"[5]. È un'opposizione alla politica militare solitamente statalista, spesso con particolare insistenza contro l'armamento nucleare, ed è strettamente associata al pacifismo[6][7]. L'anarco-pacifismo è l'estremizzazione di questi principi[7].
- La disobbedienza civile, forma di lotta politica, attuata da un singolo individuo o più spesso da un gruppo di persone, che comporta la consapevole e pubblica violazione di una precisa norma di legge, considerata particolarmente ingiusta.
- Il laissez-faire è l'assenza di qualsiasi intervento statale in un'economia di mercato. La teoria del laissez-faire si basa sui principi secondo cui l'intervento economico del governo è impraticabile, illegittimo o entrambi.
- L'autogoverno è la capacità di un gruppo o di un individuo di esercitare tutte le funzioni necessarie di regolamentazione senza l'intervento di un'autorità esterna.
- La sorveglianza ha visto l'avvento di tecnologie come computer di sorveglianza ad alta velocità e software di biometria. Poiché i governi ora possiedono una capacità senza precedenti di monitorare le attività dei loro cittadini, molti gruppi per i diritti civili e la privacy hanno espresso preoccupazione per il fatto che consentire continui aumenti della sorveglianza del governo sui cittadini potrebbe portare a una società di sorveglianza di massa, con un numero estremamente limitato o inesistente di libertà politiche e personali.

## Teorie

### Politica
L'anti-statalismo è un elemento comune della filosofia politica anarchica e di quella libertaria, sia di destra che di sinistra. L'anarchismo è definito dal suo obiettivo principale di abolire lo stato e le sue istituzioni. Secondo la dottrina anarchica, lo Stato è uno strumento di dominio e coercizione illegittima, indipendentemente dalle tendenze politiche. D'altra parte, il libertarismo (o libertarianismo) cerca di massimizzare la libertà e la libertà politica come principi fondamentali. Ciò può includere un'opposizione totale o parziale al potere statale, con l'obiettivo di limitare o talvolta abolire lo Stato.
Gli approcci comunisti all'anti-statalismo, invece, riguardano principalmente la relazione tra governo politico e lotta di classe. Karl Marx definì lo stato come l'istituzione utilizzata dalla classe dominante di un paese per mantenere le condizioni del suo dominio. In questa misura, l'obiettivo finale della società comunista è stato teorizzato come apolide e senza classi.
I movimenti politici possono adottare principi anti-statalisti per altri motivi come credenze estetiche, ideologiche o religiose o come risultato dell'emarginazione sociale o politica. Esempi di questo possono includere movimenti di resistenza sotto un'occupazione militare o di opposizione a un regime.

### Filosofia
Nella filosofia egoista, l'interesse personale è considerato il principio fondante dell'azione umana, della moralità o di entrambi. Max Stirner propone che le istituzioni sociali più comunemente accettate come la nozione di Stato, moralità e diritti di proprietà siano semplici illusioni o fantasmi nella mente. In questo modo, la non conformità all'autorità governativa è sempre giustificata.